# Impasse Mousset
Impasse Mousset är en återvändsgata i Quartier de Picpus i Paris tolfte arrondissement. Gatan är uppkallad efter den franske målaren Pierre-Joseph Mousset (1850–1894). Impasse Mousset börjar vid Rue de Reuilly 81.

## Omgivningar
- Église Saint-Éloi
- Impasse Baronnet
- Cour d'Alsace-Lorraine
- Square Saint-Charles
- Square Saint-Éloi

## Bilder
| - Gatuskylt. - Église Saint-Éloi. |

## Kommunikationer
- Tunnelbana – linje  – Montgallet
- Busshållplats Pierre Bourdan – Paris bussnät

### Webbkällor
- ”Impasse Mousset”. Mairie de Paris. https://web.archive.org/web/20160303201315/http://www.v2asp.paris.fr/commun/v2asp/v2/nomenclature_voies/Voieactu/6556.nom.htm. Läst 10 december 2023.
- ”Impasse Mousset (12ème arrondissement)”. Les rues de Paris. https://web.archive.org/web/20160409062358/http://www.parisrues.com/rues12/paris-12-impasse-mousset.html. Läst 10 december 2023.